# Cruzeiro do Largo de Jesus
O Cruzeiro de Setúbal ou Cruzeiro do Largo de Jesus encontra-se implantado no Largo de Jesus em frente à Igreja do antigo Mosteiro de Jesus, na antiga freguesia de São Julião, no município de Setúbal, distrito de Setúbal, Portugal.
O cruzeiro, construído em brecha da Arrábida, assenta sobre um soco octogonal e é constituído por uma base com quatro ordens de degraus circulares sobre a qual assenta uma coluna com base e capitel oitavados, encimada por uma cruz.
Os degraus são recortados em forma de pétalas de rosa.
O cruzeiro, que foi mandado erguer por D. Jorge de Lencastre, filho bastardo de D. João II, encontra-se atualmente colocado a nascente da praça.
Foi classificado como monumento nacional por decreto de 23 de junho de 1910.